# 小行星9308
小行星9308（英語：9308 Randyrose）是一颗围绕太阳公转的小行星。1987年9月21日，愛德華·鮑威爾在可可尼诺县发现了此天体。
这颗小行星的绝对星等为28.85481等。